# Exechia pectinivalva
Exechia pectinivalva är en tvåvingeart som beskrevs av Stackelberg 1948. Exechia pectinivalva ingår i släktet Exechia och familjen svampmyggor. Arten är reproducerande i Sverige. Inga underarter finns listade i Catalogue of Life.